# Pokrata
Pokrata ili akronim (grčki: akros = krajnji, gornji'; ónoma = ime) je vrsta kratice nastala odabirom prvih slova nekih drugih riječi koja, iako sama za sebe ne znače ništa, tako zajedno napisana označavaju neki pojam.
Primjeri pokrate od jednog prvog slova:
- HŽ (Hrvatske željeznice)
- HVIDRA (Hrvatski vojni invalidi Domovinskog rata)
- SAD (Sjedinjene Američke Države) i sl.

Primjeri pokrate s više prvih slova:
- NAMA (Narodni magazin)
- ROMA (Robni magazin)
- KAVKAZ (Kazališna kavana, pokrata sa zamjenom redoslijeda riječi)

## Povratna pokrata
Povratna pokrata (rekurzivni akronim) je ona koja u svom proširenom obliku sadrži samu sebe. Takve pokrate nerijetko se javljaju u jeziku hakerske zajednice. 
Jedan od najpoznatijih rekurzivnih akronima je GNU ("GNU nije Unix").